# Turdoides affinis
Turdoides affinis е вид птица от семейство Leiothrichidae.

## Разпространение
Видът е разпространен в Индия и Шри Ланка.